# Jak–18T
A Jak–18T (cirill betűkkel: Як-18Т) szovjet gyártmányú többcélú és könnyű utasszállító repülőgép, amelyet a Jakovlev tervezőiroda fejlesztett ki az  1960-as évek második felében. A repülőgép teljes körűen műrepülhető is. Az Aeroflot a pilóták kiképzésére is használta. Mind a Szovjetunióban, mind külföldön népszerű sport- és túrarepülőgép volt. Sorozatgyártása a Szmolenszki Repülőgépgyárban (SzmAZ) folyt, a típusból több mint 750 darab készült.

## Története
A repülőgép tervezése 1964-ben kezdődött a Jakovlev tervezőirodában. A tervezést az iroda könnyűmotoros repülőgépek tervezésére a Moszkvai Repülési Intézetben (MAI) frissen végzett fiatal mérnökökből 1964-ben megalakult csoportja végezte, akiknek az első munkája előzőleg a Jak–18P műrepülőgép továbbfejlesztéseként létrehozott Jak–18PM volt. A tervezőcsoport ezután egy négyüléses könnyű repülőgép tervein kezdett el dolgozni. Ez a Jak–18PM fő részegységein alapult volna, a négyfős kabin miatt jelentősen módosított törzzsel. A gép iránt a katonai vezetés nem mutatott érdeklődést. Az Aeroflotnak azonban az utasszállítók pilótáinak kiképzésére használt Jak–18A repülőgépek elavulása miatt szüksége volt egy új kiképző repülőgépre, így a gép fejlesztése oktató és gyakorló repülőgépként folytatódott a polgári légiközlekedés számára. Az előzetes tervek ismeretében a repülőgép kifejlesztését megrendelte a Polgári Légiközlekedési Minisztérium. A repülőgép ugyan a Jak–18T típusjelzést kapta, a Jak–18-as családdal azonban kevés kapcsolata volt, ténylegesen  egy teljesen új, önálló konstrukcióról volt szó. A tervezés során elvetették a rácsszerkezetű törzs alkalmazását, a Jak–18T félhéj szerkezetű törzset kapott.
Az éppen, hogy csak elkészült és még be sem repült prototípust bemutatták az 1967 májusában kezdődött 27. Nemzetközi Légi- és Űrszalonon Le Bourget-ban.